# 國民議會 (奧地利)
國民議會（德語：Nationalrat）是奧地利议会的下議院，根據憲法，國民議會和聯邦議會（上议院）是平等的，但國民議會擁有更大權力，包括可以選舉奧地利總理和組成聯合政府，聯合政府需要維持國民議會的多數。

## 職權
國民議會是奧地利共和國聯邦層級的立法機關，其通過的法案將會成為聯邦法律。國民議會通過的法案將自動送交聯邦議會覆核。若聯邦議會同樣通過法案，或超過8星期不處理該法案，則成為聯邦法律。若聯邦議會否決法案，國民議會仍可以在更高法定人數出席下，重新通過有關決議案。因此聯邦議會實際沒有甚麼權力阻止國民議會的通過的法律，唯獨在修改憲法，涉及各邦權益的法案和對國會本身構成的改動，需要聯邦議院議會通過方能入法。
而大部分聯邦議會可使用的權力，反而要先獲得國民議會通過決議支持，方能執行，如發起公投罷免總統、對他國宣戰等議案，都需要先獲得國民議會2/3多數通過。唯獨彈劾聯邦總統的則可有聯邦議會單獨提出。

## 選舉
國民議會全部183席由5年一度的全國直選產生，全國16歲以上公民可以登記作選民，以政黨半開放名單的比例代表制選出國會議員。
- 國民議會的選區劃分兩個層次，首先第一個層級是全國9個邦，下面再細分成43個地方選區，各參選政黨必須預先提交地方選區、邦選區和聯邦層級的候選名單。
- 選民只需在地方選區投一次票，一般選擇心怡的政黨名單，而全國由43個選區選出183席，因此大部分選區都有多於一席分配。而每個選區議席數字多寡則有最近一次人口普查數據定奪。而計票方法是最簡單的比例代表制，總票數除以選區席數就是每席所需票數，但必須超過每席所需票數的名單才會分配到議席。如果一個5席選區有15萬人投票，則每席需要3萬票，若政黨X獲得61000票，則得到兩席，而餘下的餘額則會下回邦選區點票時分解。
- 第二個層級是邦選區的點票，就是所有地方選區沒有計算的餘額選票，以最簡單的比例代表制分配到各個地方選區尚未分配的議席。再有政黨有餘額則會送到最後的聯邦層級點票。
- 所有邦選區未用作分配議席的選票，將集中到全國單一選區，用「漢狄法」分配邦選區點票後的剩餘議席。

由於是部分開放名單，所以選民在地方選區投票時，除了單單選擇政黨，還可以選擇某一政黨後，表明投票給該政黨特定候選人，以提升該候選人在當名單的位置。然而選擇某一政黨，但卻同時選擇了另一政黨的特定候選人則被視為無效選票。

## 外部連結
- Official website
- National Council Elections Statute, official rules and regulations (in German)